# Ромер Едвард Матей
Едвард Матей Ромер (пол. Edward Mateusz Jan Römer; 19 вересня 1848, Вологда — 10 лютого 1900) — художник. Зі шляхетного роду Ромерів. Брат Альфреда Ізидора Ромера.

## Біографія
Народився у Вологді, де батько Едвард Ян Ромер разом із матір'ю Едварда Матея Софією з Білозорів відбували 13-річне заслання за співпрацю з емісаром Молодої Польщі Шимоном Конарським.
У 1852 році сім'я повернулася на Батьківщину, де жили в родовому маєтку чи у Вільнюсі. Здібний Едвард Матей навчався малюнку спочатку у батька художника-аматора, а потім у Канута Русецького і Яна Зенкевича. У 1867 році закінчив Вільнюську гімназію і поїхав на навчання у Дрезденську академію мистецтв, де навчався під керівництвом К. Шульца. Малюнки Е. М. Ромера були розміщенні у «Лейпцигській ілюстрованій газеті». У 1870 році Ромер перевівся до Мюнхенської академії мистецтв, де навчався у Г. Аншуца, А. Сойтца, А. Ромберга, у майстерні баталіста Ф. Адама. Ромер підтримував стосунки із емігрантами з колишньої Речі Посполитої В. Чахурським, Ю. Брандтом, Ю. Косаком, М. Гедимським. Деякий час Едвард Ромер працював у майстерні Ксаверія Пилата. Перші роботи в Мюнхені «Повернення з ярмарку» і «Пікет».
З 1873 року під час подорожі побував у Відні, Мерані, Варшаві. У 1878 році повернувся до Вільнюса і відкрив на вулиці Бокшта в старому домі Ромерів художню майстерню, якою користувався спільно з братом Альфредом Ізидором Ромером і другом Францішком Юргилевичем.
В цей час він малював загалом сценки побутового жанру, пейзажі: «Завірюха», «Перед вокзалом», «Перед майстернею». Малював портрети «Коваль», «Селянин у хутряній шапці». Майстерно написаний «Портрет батька художника»  — свого друга Ю. Юргилевича.
У 1873 році роботи Ромера були експоновані у Краківському Товаристві Друзів Образотворчого Мистецтва: «Відпочинок перед трактиром», «Залізничний вокзал», «В парку», «Паска», «Під тополями», «Метелиця». На виставці у Варшаві полотна «Залізничний вокзал», «Після роботи», «Повернення» були куплені Товариством Заохочення Образотворчого Мистецтва.
16 березня 1880 року одружився з Юзефою Чеховською гербу «Окша», дочкою Олександра Чеховського і Валерії Ромер, і отримав як придане село Лунну. Від Юзефи мав дочку Ельжбету і сина Валер'яна (нар. 1881).
У 1894 році на виставці сучасного мистецтва у Львові картина «Метелиця-2» отримала срібну медаль.
Після тяжкого запалення легень мав проблеми зі здоров'ям, але не переставав малювати. Помер Едвард Матей Ромер 10 лютого 1900 року у селі Лунна. Похований в родовій каплиці в Тракаї. Картини Ромера зберігаються в Національному музеї в Варшаві («Амазонка»), Кракові, Литовському мистецькому музеї в Вільнюсі (7 робіт) і в музеї Каунаса.

## Галерея

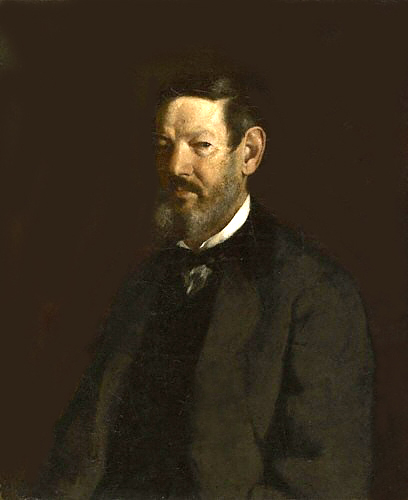
Портрет батька Едварда Яна Ромера
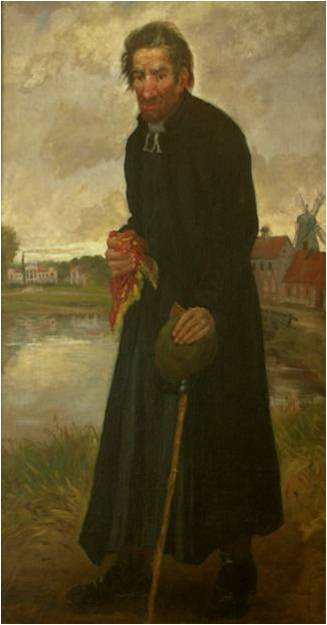
Поет Антанас Страздас, 1877
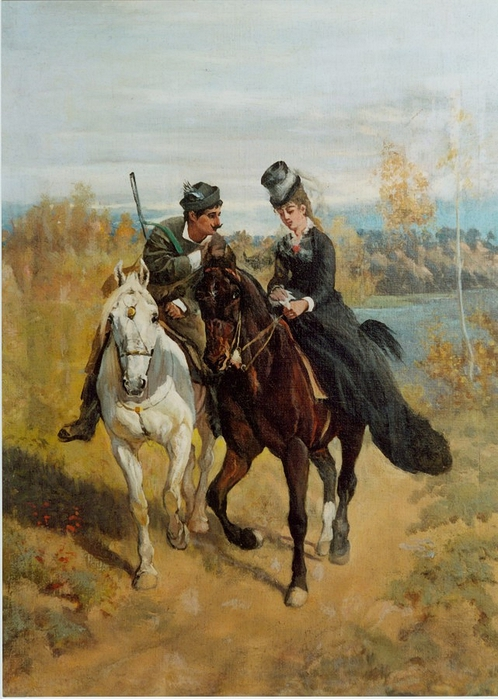
Два вершники, 1872
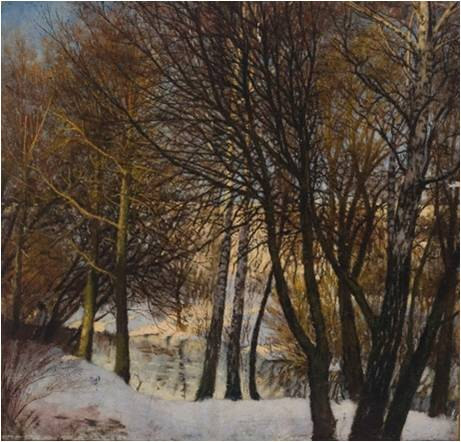
Зимовий пейзаж